# Britney (album)
Britney  là album phòng thu thứ ba của ca sĩ người Mỹ Britney Spears, phát hành ngày 31 tháng 10 năm 2001 bởi Jive Records. Với mong muốn chuyển đổi phong cách âm nhạc từ thể loại teen pop của hai album trước, ...Baby One More Time (1999) và Oops!... I Did It Again (2000), Spears bắt đầu khám phá thêm nhiều chất liệu nhạc mang hơi hướng trưởng thành hơn cho album tiếp theo. Britney là sự kết hợp giữa pop và R&B bên cạnh những ảnh hưởng của EDM và đôi khi pha trộn disco, hip hop, rock và electronica, với nội dung lời bài hát chủ yếu đề cập đến tuổi mới lớn, sự trưởng thành, kiểm soát và tình dục. Britney có sự tham gia của một loạt nhà sản xuất, bên cạnh những cộng tác viên quen thuộc như Max Martin và Rami Yacoub. Khác với những album trước, nữ ca sĩ cũng đóng góp nhiều hơn cho dự án, tham gia viết lời cho sáu bài hát.
Britney nhận được những ý kiến trái chiều từ các nhà phê bình âm nhạc, trong đó họ đánh giá cao sự tiến bộ trong âm nhạc của Spears, nhưng chỉ trích hình tượng ngày càng khiêu khích của cô. Mặc dù vậy, album gặt hái thành công thương mại lớn trên toàn cầu, đứng đầu các bảng xếp hạng ở Áo, Canada, Đức và Thụy Sĩ, đồng thời lọt vào top 10 ở hầu hết những thị trường khác, bao gồm vươn đến top 5 ở Úc, Bỉ, Pháp, Ireland, Nhật Bản, Na Uy, Tây Ban Nha và Vương quốc Anh. Tại Hoa Kỳ, Britney  ra mắt ở vị trí số một trên bảng xếp hạng Billboard 200 với 746,000 bản được tiêu thụ, sở hữu doanh số tuần đầu cao nhất của một nghệ sĩ nữ trong năm 2001 và giúp Spears trở thành nghệ sĩ nữ đầu tiên có ba album đầu tay đều đạt ngôi vị quán quân trong tuần ra mắt. Tính đến nay, album bán được hơn 10 triệu bản trên toàn thế giới, trở thành một trong những album bán chạy nhất thế kỷ 21.
Sáu đĩa đơn đã được phát hành từ Britney. "I'm a Slave 4 U" lọt vào top 10 ở 20 quốc gia nhưng chỉ đạt vị trí thứ 27 trên Billboard Hot 100, trở thành đĩa đơn chủ đạo đầu tiên của Spears không lọt vào top 10. "Overprotected" cũng đạt được thành công trên thị trường quốc tế nhưng chỉ đạt vị trí thứ 86 trên Billboard Hot 100. "I'm Not a Girl, Not Yet a Woman", "I Love Rock 'n' Roll" và "Boys" lọt vào top 10 ở một số quốc gia nhưng đều không lọt vào Billboard Hot 100, trong khi "Anticipating" được phát hành độc quyền tại Pháp thay cho "I Love Rock 'n' Roll". Sau khi phát hành, Britney nhận được một đề cử giải Grammy tại lễ trao giải thường niên lần thứ 45 cho Album giọng pop xuất sắc nhất. Để quảng bá album, Spears thực hiện chuyến lưu diễn thứ tư Dream Within a Dream Tour, kéo dài từ tháng 11 năm 2001 đến tháng 7 năm 2002.

## Thu âm và sản xuất
Spears nói về trải nghiệm sáng tác cho Britney
Đối với album phòng thu thứ hai Oops!... I Did It Again, được phát hành vào tháng 5 năm 2000 và gặt hái nhiều thành công thương mại trên toàn cầu, Spears hợp tác với những nhà sản xuất như Rodney Jerkins, Rami Yacoub và Max Martin; tất cả họ đều quay lại cho Britney. Nữ ca sĩ cũng làm việc với một loạt cộng tác viên khác, bao gồm cả bạn trai lúc bấy giờ Justin Timberlake. Spears nhận xét rằng ban đầu cô cảm thấy "lúng túng" và "lo lắng" khi làm việc với Timberlake, nhưng dần làm quen với điều này "như một công việc". Ngoài ra, cô cũng lần đầu hợp tác với bộ đôi nhà sản xuất hip hop The Neptunes. Cô tiết lộ rằng đã được truyền cảm hứng từ "rất nhiều nhạc hip-hop và R&B khi tôi thực hiện chuyến lưu diễn gần nhất. Tôi được truyền cảm hứng bởi Jay-Z và Neptunes. Tôi nói với Jive rằng tôi thực sự rất muốn làm việc với [The Neptunes]. Tôi muốn làm cho [Britney] trở nên xấu xa và vui nhộn hơn." Spears còn lên kế hoạch thu âm với Missy Elliott và Timbaland, nhưng cuối cùng không thành hiện thực do xung đột lịch trình.
Trong quá trình thu âm Britney, Spears mong muốn "thế hệ lớn tuổi sẽ đón nhận", nói thêm rằng cô "phải thay đổi và hy vọng rằng mọi người cũng thấy điều đó thật tuyệt". Nữ ca sĩ quyết định sử dụng tên mình để đặt cho album vì phần lớn nội dung của đĩa nhạc mô tả chính con người cô. Spears thu âm 23 bài hát cho album, một vài trong số đó được cô đồng sáng tác với Brian Kierulf và Josh Schwartz. Bên cạnh đó, cô tiết lộ việc đích thân sáng tác và phát triển ý tưởng của Britney khiến dự án "đặc biệt hơn rất nhiều", đồng thời mong muốn "trở nên tốt hơn và phát triển" với tư cách một nhạc sĩ. Trong khoảng thời gian thực hiện, Spears cũng làm việc với nhạc sĩ nhạc điện tử BT, nhưng thành phẩm của cả hai lại bị loại khỏi danh sách bài hát chính thức. Cô chia sẻ: "Tôi thực sự thất vọng vì chúng tôi không thể sử dụng những bài hát BT đã làm. Anh ấy là thiên tài trong mọi thứ anh làm, nhưng phong cách nhạc anh ấy lại không phù hợp với những gì tôi theo đuổi. Tôi nghĩ chúng sẽ xuất hiện ở một số phiên bản [được phát hành] ở nước ngoài." Bản nhạc được BT sản xuất "Before the Goodbye" sau đó được đưa vào những phiên bản quốc tế của album.

## Nhạc và lời

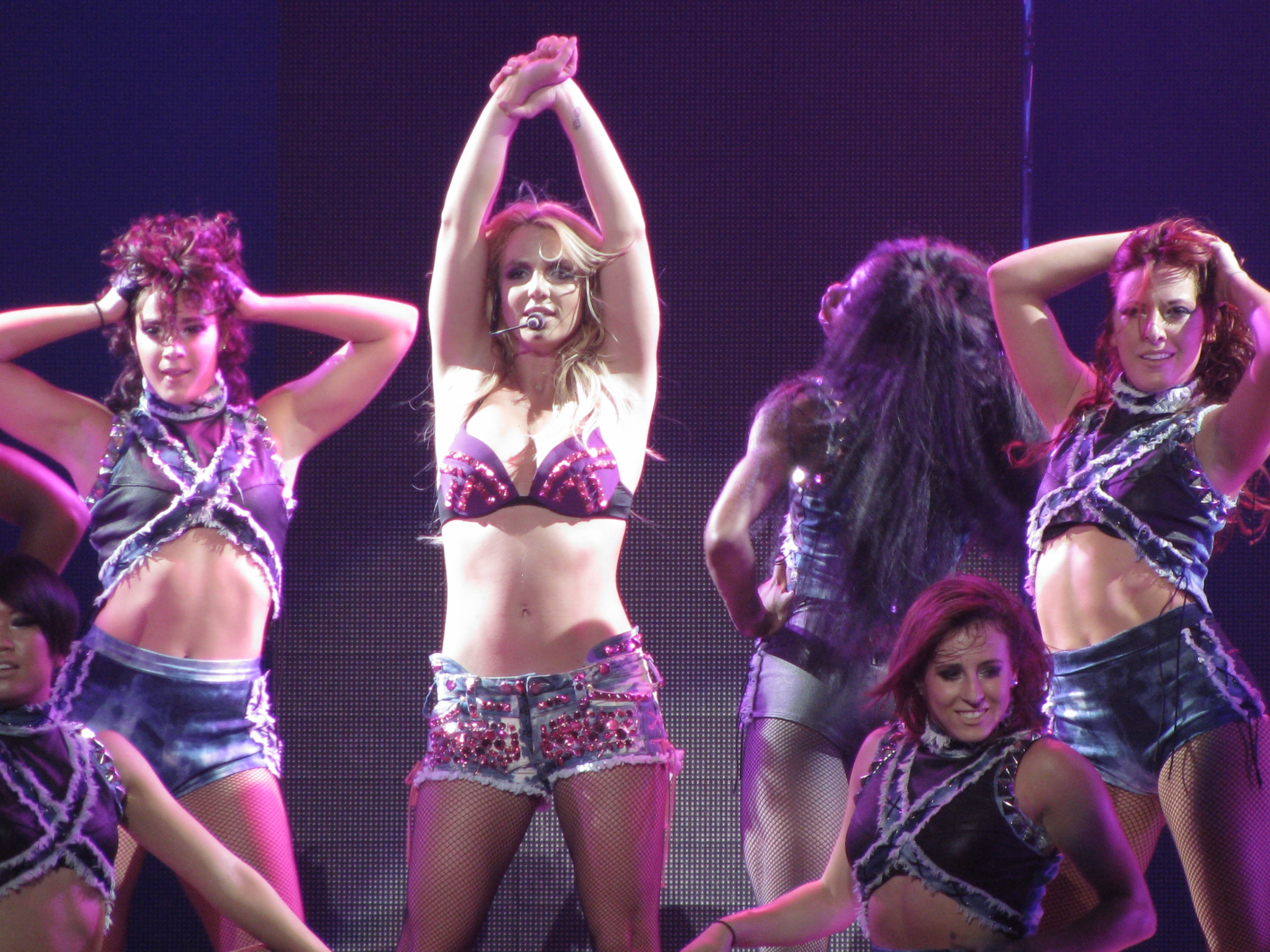
Spears trình diễn "I'm a Slave 4 U" trong chuyến lưu diễn Femme Fatale Tour năm 2011

Britney là một đĩa hát pop và R&B mang âm hưởng dance. Album mở đầu bằng bản nhạc chịu ảnh hưởng từ urban và nhạc Trung Đông "I'm a Slave 4 U",  thể hiện với chất giọng thở đầy gợi cảm, và nhận được nhiều sự so sánh với "Nasty Girl" của Vanity 6. Spears chia sẻ rằng lời bài hát "nói về việc tôi chỉ muốn ra ngoài và quên đi mình là ai rồi nhảy múa và có một khoảng thời gian vui vẻ". "Overprotected" theo phong cách Europop đề cập đến một cô gái mệt mỏi vì bị thao túng, trong khi "Lonely" kể về một cô gái bước qua một mối tình rắc rối sau khi bị lừa dối, được coi là "phiên bản trẻ trung" của "What About" thể hiện bởi Janet Jackson. Bản soft rock piano ballad "I'm Not a Girl, Not Yet a Woman", được đồng sáng tác bởi ca sĩ kiêm nhạc sĩ người Anh Dido, nói về khó khăn trong cảm xúc của một cô gái phải trải qua ở tuổi dậy thì. "Boys" kết hợp phong cách R&B và hip hop, và bị David Browne của Entertainment Weekly chỉ trích là "phiên bản cắt giảm từ thập niên 80 của Janet Jackson". Bản nhạc lấy cảm hứng từ disco "Anticipating" đề cập đến tình bạn thân thiết giữa những người phụ nữ, và được mô tả là gợi nhớ đến "Holiday" của Madonna và những tác phẩm disco của Kylie Minogue.
Bản hát lại "I Love Rock 'n' Roll" vốn trở nên nổi tiếng bởi Joan Jett and the Blackhearts, được thể hiện với phong cách pop rock thay vì hard rock ở bản gốc. "Cinderella" nói về một một cô gái đã rời bỏ bạn trai sau khi anh ta không đánh giá cao những nỗ lực của cô trong mối quan hệ "Let Me Be" đề cập đến một cô gái muốn nhận được sự tin tưởng khi trưởng thành và được đưa ra ý kiến riêng.  "Bombastic Love" mô tả một mối tình được nhân vật chính cảm nhận rằng "hệt như trong phim". Tương tự, "That's Where You Take Me" kể lại niềm vui trong một mối quan hệ trọn vẹn về mặt cảm xúc, được sản xuất với những âm thanh của chuông Trung Đông và lớp giai điệu điện tử và trống lập trình. Trong bản electronica được kèm theo cho phiên bản quốc tế "When I Found You", Spears hát về việc đã tìm thấy "tình yêu sâu sắc nhất" ở người bạn tâm giao của mình, người về cơ bản là phản chiếu của chính cô. Britney khép lại với "What It's Like to Be Me", được đồng sáng tác và đồng sản xuất bởi Justin Timberlake, bạn trai lúc bấy giờ của Spears; Nữ ca sĩ hát về một chàng trai phải "tìm ra [cô ấy]" để "trở thành người đàn ông của [cô]".

## Phát hành và quảng bá
Vào ngày 28 tháng 1 năm 2001, Spears trình diễn tại Super Bowl XXXV. Ngay sau đó, cô xuất hiện trên Total Request Live để giới thiệu một số bài hát mới của Britney. Ngày 6 tháng 9, Spears ra mắt "I'm a Slave 4 U" tại giải Video âm nhạc của MTV năm 2001; màn trình diễn bị chỉ trích vì cô sử dụng một con trăn vàng làm đạo cụ trên sân khấu. Bốn ngày sau, cô thể hiện "I'm a Slave 4 U" trên The Rosie O'Donnell Show. Spears dự kiến biểu diễn và tổ chức họp báo tại Úc vào ngày 13 tháng 9; tuy nhiên, cô đã hủy bỏ sự kiện này vì vụ tấn công 11 tháng 9 vào hai ngày trước đó, nói rằng việc tổ chức lúc bấy giờ là không phù hợp. Tháng sau, Spears trình diễn tại The Tonight Show with Jay Leno.
Britney được phát hành đầu tiên tại Nhật Bản vào ngày 31 tháng 10, và tại Hoa Kỳ vào ngày 6 tháng 11 bởi Jive Records. Một album video đi kèm với tựa đề Britney: The Videos được phát hành hai tuần sau đó, bao gồm tuyển tập những video ca nhạc trước đó của cô, cảnh hậu trường, quảng cáo và một số màn trình diễn trực tiếp đáng chú ý. Video đứng đầu bảng xếp hạng Top Music Videos ở Hoa Kỳ vào ngày 8 tháng 12. Spears bắt đầu chuyến lưu diễn Dream Within a Dream Tour ở Columbus, Ohio năm ngày trước khi Britney được phát hành ở Hoa Kỳ; chuyến lưu diễn kết thúc vào ngày 28 tháng 7 năm 2002 tại Mexico City. Ngay khi chuyến lưu diễn bắt đầu, nữ ca sĩ đã trình diễn một buổi hòa nhạc đặc biệt trên HBO từ MGM Grand Garden Arena ở Las Vegas; Cher dự định sẽ cùng Spears thể hiện "The Beat Goes On", bài hát Spears đã hát lại trong ...Baby One More Time (1999), nhưng kế hoạch không thể thực hiện do xung đột lịch trình.
Ngày 4 tháng 12 năm 2001, Spears trình diễn tại giải thưởng Âm nhạc Billboard năm 2001 ở Las Vegas. Ngày 9 tháng 1 năm 2002, cô thể hiện "I'm Not a Girl, Not Yet a Woman" tại giải thưởng Âm nhạc Mỹ năm 2002. Cuối tháng đó, Spears trả lời phỏng vấn cho The Frank Skinner Show ở Vương quốc Anh và The Saturday Show ở Úc.Crossroads được công chiếu vào tháng 2, cho phép Spears đồng thời quảng bá cả bộ phim và album của cô. Vào ngày 2 tháng 2, cô được giới thiệu với tư cách người dẫn chương trình và nghệ sĩ biểu diễn trên Saturday Night Live. Một tuần sau, cô hát "I'm Not a Girl, Not Yet a Woman" tại NBA All-Star Game và The Tonight Show with Jay Leno. Spears cũng xuất hiện trên Live with Regis and Kelly, The View, và giải Grammy lần thứ 44, cũng như chương trình trò chuyện ở Đức  Wetten, dass..?.

## Đĩa đơn

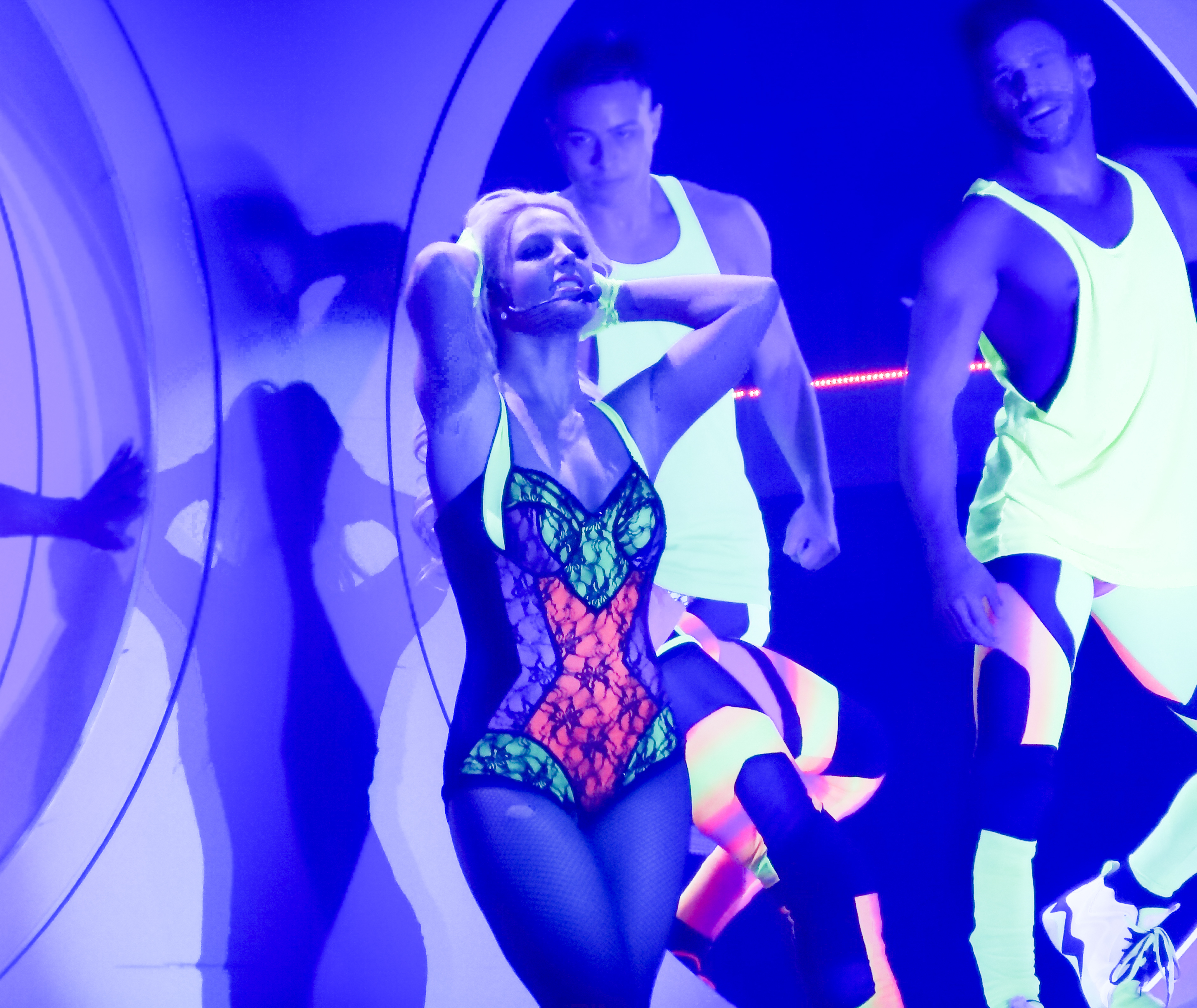
Spears trình diễn "Boys" trong Britney: Piece of Me năm 2014

Britney trở thành album đầu tiên của Spears không có đĩa đơn nào lọt vào top 10 bảng xếp hạng Billboard Hot 100 ở Hoa Kỳ. Được biết, Clear Channel Entertainment đã "trừng phạt" Spears vì đội ngũ quản lý của cô không chọn họ làm đơn vị quảng bá chuyến lưu diễn Dream Within a Dream Tour bằng việc đưa cô vào danh sách đen trên các đài phát thanh của họ, do đó ảnh hưởng lớn đến thành tích của các đĩa đơn tiếp theo của nữ ca sĩ, bắt đầu với "I'm a Slave 4 U". Bài hát được phát hành dưới dạng đĩa đơn chủ đạo của album vào ngày 25 tháng 9 năm 2001 và nhận được sự hoan nghênh của giới phê bình. Do nằm trong danh sách đen của các đài phát thanh, "I'm a Slave 4 U" chỉ đạt vị trí thứ 27 trên Billboard Hot 100, trở thành đĩa đơn chủ đạo đầu tiên của Spears không lọt vào top 10. Bài hát thành công hơn trên thị trường quốc tế, ra mắt ở vị trí thứ tư trên UK Singles Chart và lọt vào top 10 ở 20 quốc gia. Video ca nhạc cho "I'm a Slave 4 U" được đạo diễn bởi Francis Lawrence, và nhận được ba đề cử tại giải Video âm nhạc của MTV năm 2002.
"Overprotected" được phát hành dưới dạng đĩa đơn quốc tế thứ hai của Britney vào ngày 10 tháng 12 năm 2001, và là đĩa đơn thứ ba tại Bắc Mỹ vào ngày 2 tháng 4 năm 2002. Bản phối lại Darkchild của bài hát đạt vị trí thứ 86 trên Billboard Hot 100,  trong khi bản gốc lọt vào top 10 ở Bỉ, Croatia, Phần Lan, Hy Lạp, Hungary, Ireland, Ý, Na Uy, Ba Lan, Romania, Thụy Điển và Vương quốc Anh. "Overprotected" được giới phê bình đánh giá cao, và nhận được một đề cử giải Grammy cho Trình diễn giọng pop nữ xuất sắc nhất tại lễ trao giải thường niên lần thứ 45. Hai video ca nhạc cho bài hát đã được phát hành– do Bille Woodruff đạo diễn cho bản gốc và Chris Applebaum đạo diễn cho bản phối lại.
Được sắp xếp xen kẽ để phù hợp với lịch phát hành khác nhau của Crossroads trên toàn thế giới, "I'm Not a Girl, Not Yet a Woman" được chọn làm bài hát chủ đề của bộ phim và là đĩa đơn Bắc Mỹ thứ hai của Britney vào ngày 7 tháng 1 năm 2002. Đĩa đơn đạt vị trí thứ hai trên Bubbling Under Hot 100 Singles, một bảng xếp hạng mở rộng của Billboard Hot 100. Bài hát có kết quả tốt hơn trên thị trường quốc tế, đạt vị trí thứ hai ở Vương quốc Anh, và vươn đến top 10 ở Úc, Áo, Cộng hòa Séc, Đức, Ireland, Hà Lan và Thụy Điển. Được ghi hình ở Arizona và tại Alstrom Point, video ca nhạc do Wayne Isham đạo diễn bao gồm những cảnh Spears mang đôi bốt cao bồi và hát khi đứng trên rìa vách đá và bên trong một hẻm núi có rãnh.
"I Love Rock 'n' Roll" được phát hành như đĩa đơn quốc tế thứ tư của Britney vào ngày 27 tháng 5 năm 2002, đồng thời là đĩa đơn thứ năm và cũng là đĩa đơn cuối cùng tại Vương quốc Anh vào ngày 4 tháng 11, và nhận được những đánh giá trái chiều từ giới phê bình. "I Love Rock 'n' Roll" lọt vào top 10 ở Áo, Croatia, Đức, Hungary, Ireland, Bồ Đào Nha, Scotland và Slovenia, trong khi đạt vị trí thứ 13 trên UK Singles Chart. Được đạo diễn bởi Chris Applebaum, video ca nhạc của bài hát ghi lại cảnh Spears hát với ban nhạc của cô, một dãy loa và đèn nhấp nháy. Tại Pháp, "Anticipating" được phát hành làm đĩa đơn thứ tư thay cho "I Love Rock 'n' Roll" vào ngày 25 tháng 6, và đạt vị trí thứ 38 trên French Singles Chart.
Bản phối lại Co-Ed của "Boys"–hợp tác với Pharrell Williams–được chọn làm đĩa đơn thứ tư ở Bắc Mỹ và Vương quốc Anh, cũng như là đĩa đơn quốc tế thứ năm và cuối cùng của Britney vào ngày 24 tháng 6 năm 2002, đồng thời là đĩa đơn thứ hai từ nhạc phim cho Austin Powers in Goldmember. "Boys" đạt vị trí thứ 22 trên Bubbling Under Hot 100 Singles ở Hoa Kỳ, và đạt vị trí thứ bảy trên UK Singles Chart. Video ca nhạc cho đĩa đơn được đạo diển bởi Dave Meyers, có sự góp mặt của Spears, Williams và Mike Myers trong vai Austin Powers tại một bữa tiệc bên trong lâu đài, bên cạnh sự xuất hiện của các diễn viên Jason Priestley, Justin Bruening và Taye Diggs. Video được đề cử cho Video xuất sắc nhất từ một bộ phim tại giải Video âm nhạc của MTV năm 2003, nhưng để thua "Lose Yourself" của Eminem.

## Đánh giá chuyên môn
| Hiệu suất chuyên môn       | Hiệu suất chuyên môn |
| Điểm trung bình            | Điểm trung bình      |
| Nguồn                      | Đánh giá             |
| -------------------------- | -------------------- |
| Metacritic                 | 58/100               |
| Nguồn đánh giá             |                      |
| Nguồn                      | Đánh giá             |
| AllMusic                   | [ 8 ]                |
| Blender                    | [ 59 ]               |
| Christgau's Consumer Guide | [ 60 ]               |
| Dotmusic                   | 6/10                 |
| Entertainment Weekly       | C                    |
| NME                        | 7/10                 |
| Q                          | [ 62 ]               |
| Rolling Stone              | [ 63 ]               |
| Spin                       | 5/10                 |
| Slant Magazine             | [ 11 ]               |

Tại Metacritic, chuyên trang thống kê điểm trung bình từ những bài đánh giá chuyên môn của các nhà phê bình chính thống, album nhận được 58 trên 100 điểm dựa trên dựa trên 13 bài đánh giá, đông nghĩa với "đánh giá nhìn chung là trái chiều hoặc trung bình". David Browne của Entertainment Weekly cảm thấy hình tượng ngày càng khiêu khích của Spears là thiếu tự nhiên, cho rằng "như một ma cà rồng trinh nữ vụng về" với "một vài động thái đầy thăm dò". Nikki Tranton của PopMatters khen ngợi quá trình sản xuất các bài hát, nhưng thắc mắc liệu Spears đã sẵn sàng để trở thành một người phụ nữ trưởng thành trong ngành công nghiệp âm nhạc hay chưa. Sal Cinquemani của Slant Magazine cũng tán thành, viết rằng mặc dù "[album] Britney, hoàn thành sứ mệnh của cô về niềm vui tội lỗi (đĩa chắc chắn thỏa mãn hơn sự phát triển chậm rãi của Oops!... I Did It Again vào năm ngoái), đã đến lúc Spears ngừng việc trêu đùa như vậy và làm điều gì đó thỏa mãn sự chờ đợi của đám đông."
Stephen Thomas Erlewine của AllMusic đưa ra đánh giá tích cực, cảm thấy rằng album "cố gắng đào sâu tính cách của [Spears]" và chứng tỏ rằng cô "biết sẽ phải làm gì khi hiện tượng teen-pop những năm 1999–2001 trôi qua vĩnh viễn". Tương tự, một nhà phê bình từ Billboard nhận xét rằng dự án là "một bộ sưu tập đa dạng và vô cùng thỏa mãn". Chris Heat của Dotmusic khen ngợi Spears vì "tận dụng cơ hội để chấp nhận những rủi ro kỳ lạ và thêm phần thú vị vào âm nhạc của cô." Ted Kessler của NME công nhận Britney như một "album cho lứa tuổi mới lớn" và đùa rằng đĩa hát "nghe hay nhất khi làm món phô mai pop ngon và bánh sandwich dance". Ngược lại, Stephen Thompson của The A.V. Club chỉ trích album, cho rằng âm nhạc "[không] hấp dẫn" và "dù không phải một cô gái hay phụ nữ, Spears đang tự mình khơi dậy cơn giận dữ của một người lớn". Craig Seymore của Spin thừa nhận rằng cô "nghe có vẻ gần giống con người" nhưng lại chỉ trích rằng "phần còn lại của bản thu âm vẫn mang tính thánh ca lạnh lùng hơn bao giờ hết."

## Thành tựu
| 2001 | Giải thưởng Âm nhạc Billboard | Nghệ sĩ Nữ Album của năm (Britney Spears) | Đề cử |
| 2003 | Giải Grammy                   | Album giọng pop xuất sắc nhất (Britney)   | Đề cử |

## Diễn biến thương mại
Britney ra mắt ở vị trí số một trên bảng xếp hạng Billboard 200 ở Hoa Kỳ với 745,750 được bán ra trong tuần đầu; Đây là doanh số tuần đầu cao thứ hai của một nghệ sĩ nữ lúc bấy giờ, sau Oops!... I Did It Again của chính Spears với 1.3 triệu bản. Với thành tích trên, Spears trở thành nghệ sĩ nữ đầu tiên có ba album phòng thu đầu tay đều ra mắt ở hạng nhất. Britney cũng sở hữu doanh số tuần ra mắt cao thứ hai trong năm 2001, sau Celebrity của NSYNC với 1.88 triệu bản và là nữ nghệ sĩ có doanh số tuần đầu cao nhất năm. Sau nhiều tuần liên tiếp trụ vững trong top 20, album đã bán được 3.3 triệu bản vào tháng 3 năm 2002. Tính đến tháng 3 năm 2015, Britney bán được 4.4 triệu đơn vị chỉ riêng tại Hoa Kỳ và được chứng nhận bốn đĩa Bạch kim bởi Hiệp hội Công nghiệp Ghi âm Hoa Kỳ (RIAA).
Trên phương diện quốc tế, Britney ra mắt ở vị trí thứ nhất trên bảng xếp hạng Canadian Albums Chart với doanh số tuần đầu là 44,550 bản. Album sau đó bán được 316,944 bản tại đây, một sự sụt giảm đáng kể so với lượng đĩa của ...Baby One More Time (1999) và Oops!... I Did It Again (2000). Britney đạt vị trí thứ tư trên cả bảng xếp hạng Oricon Albums Chart tại Nhật Bản và UK Albums Chart. Tại Vương quốc Anh, album được chứng nhận Bạch kim bởi Ngành Công nghiệp ghi âm Anh (BPI) cho 300,000 bản được vận chuyển đến các nhà bán lẻ. Ở phần còn lại của châu Âu, Britney ra mắt ở vị trí số một tại Áo, Đức, và Thụy Sĩ. Năm 2002, album được chứng nhận hai đĩa Bạch kim bởi Liên đoàn Công nghiệp ghi âm Quốc tế (IFPI) cho hai triệu bản được xuất xưởng trên khắp Châu Âu. Album cũng đạt vị trí thứ tư tại Úc và được chứng nhận hai đĩa Bạch kim bởi Hiệp hội Công nghiệp ghi âm Úc (ARIA). Britney là album bán chạy thứ năm trên toàn cầu vào năm 2001, bán được bảy triệu bản. Đến tháng 1 năm 2003, album đã bán được 10 triệu bản trên toàn thế giới.

## Danh sách bài hát
| Britney – Bản tại Bắc Mỹ | Britney – Bản tại Bắc Mỹ          | Britney – Bản tại Bắc Mỹ                                              | Britney – Bản tại Bắc Mỹ           | Britney – Bản tại Bắc Mỹ |
| STT                      | Nhan đề                           | Sáng tác                                                              | Sản xuất                           | Thời lượng               |
| ------------------------ | --------------------------------- | --------------------------------------------------------------------- | ---------------------------------- | ------------------------ |
| 1.                       | "I'm a Slave 4 U"                 | Chad Hugo Pharrell Williams                                           | The Neptunes                       | 3:23                     |
| 2.                       | "Overprotected"                   | Max Martin Rami Yacoub                                                | Martin Rami                        | 3:18                     |
| 3.                       | "Lonely"                          | Britney Spears Josh Schwartz Brian Kierulf Rodney "Darkchild" Jerkins | Darkchild Kierulf [a] Schwartz [a] | 3:19                     |
| 4.                       | "I'm Not a Girl, Not Yet a Woman" | Martin Rami Dido Armstrong                                            | Martin Rami                        | 3:51                     |
| 5.                       | "Boys"                            | Hugo Williams                                                         | The Neptunes                       | 3:26                     |
| 6.                       | "Anticipating"                    | Spears Schwartz Kierulf                                               | Kierulf Schwartz                   | 3:16                     |
| 7.                       | "I Love Rock 'n' Roll"            | Jake Hooker Alan Merrill                                              | Darkchild                          | 3:06                     |
| 8.                       | "Cinderella"                      | Spears Martin Rami                                                    | Martin Rami                        | 3:39                     |
| 9.                       | "Let Me Be"                       | Spears Schwartz Kierulf                                               | Darkchild Kierulf [a] Schwartz [a] | 2:51                     |
| 10.                      | "Bombastic Love"                  | Martin Rami                                                           | Martin Rami                        | 3:05                     |
| 11.                      | "That's Where You Take Me"        | Spears Schwartz Kierulf                                               | Kierulf Schwartz                   | 3:32                     |
| 12.                      | "What It's Like to Be Me"         | Justin Timberlake Wade J. Robson                                      | Robson Timberlake                  | 2:50                     |
| Tổng thời lượng:         | Tổng thời lượng:                  | Tổng thời lượng:                                                      | Tổng thời lượng:                   | 39:47                    |

| Britney – Bản tại Châu Âu | Britney – Bản tại Châu Âu | Britney – Bản tại Châu Âu | Britney – Bản tại Châu Âu | Britney – Bản tại Châu Âu |
| STT                       | Nhan đề                   | Sáng tác                  | Sản xuất                  | Thời lượng                |
| ------------------------- | ------------------------- | ------------------------- | ------------------------- | ------------------------- |
| 12.                       | "When I Found You"        | Jörgen Elofsson Dan Hill  | Peter Kvint               | 3:36                      |
| 13.                       | "What It's Like to Be Me" | Timberlake Robson         | Robson Timberlake         | 2:50                      |
| Tổng thời lượng:          | Tổng thời lượng:          | Tổng thời lượng:          | Tổng thời lượng:          | 43:24                     |

| Britney – Bản đặc biệt giới hạn tại Châu Âu | Britney – Bản đặc biệt giới hạn tại Châu Âu     | Britney – Bản đặc biệt giới hạn tại Châu Âu | Britney – Bản đặc biệt giới hạn tại Châu Âu | Britney – Bản đặc biệt giới hạn tại Châu Âu |
| STT                                         | Nhan đề                                         | Sáng tác                                    | Sản xuất                                    | Thời lượng                                  |
| ------------------------------------------- | ----------------------------------------------- | ------------------------------------------- | ------------------------------------------- | ------------------------------------------- |
| 14.                                         | "Overprotected" (Darkchild Remix Radio Edit)    | Martin Rami                                 | Martin Rami Darkchild                       | 3:06                                        |
| 15.                                         | "I'm Not a Girl, Not Yet a Woman" (Metro Remix) | Martin Rami Dido                            | Martin Rami Metro                           | 5:25                                        |
| 16.                                         | "I'm a Slave 4 U" (Thunderpuss Radio Mix)       | Hugo Williams                               | The Neptunes Thunderpuss                    |                                             |
| Tổng thời lượng:                            | Tổng thời lượng:                                | Tổng thời lượng:                            | Tổng thời lượng:                            | 55:53                                       |

| Britney – Bản tại Châu Á | Britney – Bản tại Châu Á  | Britney – Bản tại Châu Á | Britney – Bản tại Châu Á | Britney – Bản tại Châu Á |
| STT                      | Nhan đề                   | Sáng tác                 | Sản xuất                 | Thời lượng               |
| ------------------------ | ------------------------- | ------------------------ | ------------------------ | ------------------------ |
| 12.                      | "When I Found You"        | Elofsson Hill            | Kvint                    | 3:36                     |
| 13.                      | "I Run Away"              | Schwartz Kierulf         | Kierulf Schwartz         | 4:05                     |
| 14.                      | "What It's Like to Be Me" | Timberlake Robson        | Robson Timberlake        | 2:50                     |
| Tổng thời lượng:         | Tổng thời lượng:          | Tổng thời lượng:         | Tổng thời lượng:         | 47:29                    |

| Britney – Bản tại Úc, Nhật Bản và Vương quốc Anh | Britney – Bản tại Úc, Nhật Bản và Vương quốc Anh | Britney – Bản tại Úc, Nhật Bản và Vương quốc Anh | Britney – Bản tại Úc, Nhật Bản và Vương quốc Anh | Britney – Bản tại Úc, Nhật Bản và Vương quốc Anh |
| STT                                              | Nhan đề                                          | Sáng tác                                         | Sản xuất                                         | Thời lượng                                       |
| ------------------------------------------------ | ------------------------------------------------ | ------------------------------------------------ | ------------------------------------------------ | ------------------------------------------------ |
| 12.                                              | "When I Found You"                               | Elofsson Hill                                    | Kvint                                            | 3:36                                             |
| 13.                                              | "Before the Goodbye"                             | Spears Brian Transeau Schwartz Kierulf           | BT                                               | 3:50                                             |
| 14.                                              | "What It's Like to Be Me"                        | Timberlake Robson                                | Robson Timberlake                                | 2:50                                             |
| Tổng thời lượng:                                 | Tổng thời lượng:                                 | Tổng thời lượng:                                 | Tổng thời lượng:                                 | 47:14                                            |

| Britney – Bản nhạc kèm theo bản đặc biệt giới hạn quốc tế | Britney – Bản nhạc kèm theo bản đặc biệt giới hạn quốc tế | Britney – Bản nhạc kèm theo bản đặc biệt giới hạn quốc tế | Britney – Bản nhạc kèm theo bản đặc biệt giới hạn quốc tế | Britney – Bản nhạc kèm theo bản đặc biệt giới hạn quốc tế |
| STT                                                       | Nhan đề                                                   | Sáng tác                                                  | Sản xuất                                                  | Thời lượng                                                |
| --------------------------------------------------------- | --------------------------------------------------------- | --------------------------------------------------------- | --------------------------------------------------------- | --------------------------------------------------------- |
| 15.                                                       | "Overprotected" (Darkchild Remix Radio Edit)              | Martin Rami                                               | Martin Rami Darkchild                                     | 3:06                                                      |
| 16.                                                       | "I'm Not a Girl, Not Yet a Woman" (Metro Remix)           | Martin Rami Dido                                          | Martin Rami Metro                                         | 5:25                                                      |
| 17.                                                       | "I'm a Slave 4 U" (Thunderpuss Radio Mix)                 | Hugo Williams                                             | The Neptunes Thunderpuss                                  | 3:18                                                      |
| Tổng thời lượng:                                          | Tổng thời lượng:                                          | Tổng thời lượng:                                          | Tổng thời lượng:                                          | 59:03                                                     |

| Britney – Bản cao cấp | Britney – Bản cao cấp     | Britney – Bản cao cấp            | Britney – Bản cao cấp | Britney – Bản cao cấp |
| STT                   | Nhan đề                   | Sáng tác                         | Sản xuất              | Thời lượng            |
| --------------------- | ------------------------- | -------------------------------- | --------------------- | --------------------- |
| 12.                   | "When I Found You"        | Elofsson Hill                    | Kvint                 | 3:36                  |
| 13.                   | "I Run Away"              | Schwartz Kierulf                 | Kierulf Schwartz      | 4:05                  |
| 14.                   | "What It's Like to Be Me" | Timberlake Robson                | Robson Timberlake     | 2:50                  |
| 15.                   | "Before the Goodbye"      | Spears Transeau Schwartz Kierulf | BT                    | 3:50                  |
| Tổng thời lượng:      | Tổng thời lượng:          | Tổng thời lượng:                 | Tổng thời lượng:      | 51:22                 |

| Britney – Bản giới hạn đặc biệt (DVD kèm theo) | Britney – Bản giới hạn đặc biệt (DVD kèm theo)     | Britney – Bản giới hạn đặc biệt (DVD kèm theo) |
| STT                                            | Nhan đề                                            | Thời lượng                                     |
| ---------------------------------------------- | -------------------------------------------------- | ---------------------------------------------- |
| 1.                                             | "Britney Trò chuyện Phần 1"                        | 1:26                                           |
| 2.                                             | "I'm a Slave 4 U" (video ca nhạc)                  | 3:28                                           |
| 3.                                             | "Britney Trò chuyện Phần 2"                        | 2:00                                           |
| 4.                                             | "Lights, Camera, Action – Overprotected"           | 3:24                                           |
| 5.                                             | "Britney Trò chuyện Phần 3"                        | 2:58                                           |
| 6.                                             | "I'm Not a Girl, Not Yet a Woman" (video ca nhạc)  | 3:53                                           |
| 7.                                             | "Britney Trò chuyện Phần 4"                        | 0:59                                           |
| 8.                                             | "Overprotected" (Darkchild remix) (video ca nhạc)  | 3:39                                           |
| 9.                                             | "Britney Trò chuyện Phần 5"                        | 0:40                                           |
| 10.                                            | "Hậu trường Pepsi – Right Now (Taste the Victory)" | 3:13                                           |
| 11.                                            | "Britney Trò chuyện Phần 6"                        | 1:31                                           |
| 12.                                            | "Liên kết web của Britney"                         | 0:30                                           |
| Tổng thời lượng:                               | Tổng thời lượng:                                   | 27:41                                          |

| Britney – Bản giới hạn tại Hàn Quốc (đĩa kèm theo) | Britney – Bản giới hạn tại Hàn Quốc (đĩa kèm theo)               | Britney – Bản giới hạn tại Hàn Quốc (đĩa kèm theo) |
| STT                                                | Nhan đề                                                          | Thời lượng                                         |
| -------------------------------------------------- | ---------------------------------------------------------------- | -------------------------------------------------- |
| 1.                                                 | "I'm Not a Girl, Not Yet a Woman" (bản album)                    | 3:53                                               |
| 2.                                                 | "I'm Not a Girl, Not Yet a Woman" (Spanish Fly Remix Radio Edit) | 3:29                                               |
| 3.                                                 | "I'm Not a Girl, Not Yet a Woman" (Chocolate Puma Dub)           | 7:37                                               |
| 4.                                                 | "I Run Away"                                                     | 4:06                                               |
| 5.                                                 | "Overprotected" (video ca nhạc)                                  | 3:54                                               |
| 6.                                                 | "Trailer phim Crossroads tại Hoa Kỳ"                             | 1:19                                               |
| Tổng thời lượng:                                   | Tổng thời lượng:                                                 | 19:05                                              |

Ghi chú
- "I Love Rock 'n' Roll" là bản hát lại đĩa đơn năm 1975 của Arrows, sau đó được nổi tiếng bởi Joan Jett & the Blackhearts với bản hát lại vào năm 1982.
- ^a  nghĩa là sản xuất phần giọng hát.

## Đội ngũ sản xuất
Thành phần thực hiện được trích từ ghi chú của Britney.
- John Amatiello – kỹ sư (bài 2 và 4), hỗ trợ kỹ sư (bài 8 và 10)
- Dido Armstrong – sáng tác (bài 4)
- James Biondolillo – sắp xếp dàn dây (bài 6)
- BossLady – giọng nền (bài 2 và 10)
- Sue Ann Carwell – giọng nền (bài 7)
- Andrew Coleman – kỹ sư (bài 1 và 5)
- Tyler Collins – giọng nền (bài 7)
- Tom Coyne – master
- Jaime Duncan – hỗ trợ kỹ sư (bài 12)
- Brian Garten – kỹ sư (bài 1 và 5)
- Stephen George – phối khí (bài 6)
- Serban Ghenea – phối khí (bài 1 và 5)
- Brad Gilderman – kỹ sư (bài 7)
- Albert Hall – giọng nền (bài 7)
- Damion Hall – giọng nền (bài 7)
- Nana Hedin – giọng nền (bài 10)
- Jean-Marie Horvat – phối khí (bài 3, 7 và 9)
- Rodney Jerkins – lập trình trống (bài 3 và 9), sản xuất (bài 3, 7 và 9), sáng tác (bài 3)
- Richard G. Johnson – hỗ trợ kỹ sư (bài 12)
- Jennifer Karr – giọng nền (bài 3, 6, 9 và 11)
- Steven Klein – nhiếp ảnh
- Marc Stephen Lee – hỗ trợ kỹ sư (bài 7)
- Thomas Lindberg – bass (bài 4)
- Fabian Marasciullo – kỹ sư (bài 3 và 7), kỹ sư giọng hát (bài 9)
- Max Martin – giọng nền (bài 4), kỹ sư (bài 2, 4, 8 và 10), guitar (bài 2), phối khí (bài 2, 4, 8 và 10), sản xuất (bài 2, 4, 8 và 10)
- Charles McCrorey – hỗ trợ kỹ sư (bài 2, 4, 6, 9 và 12)
- Daniel Milazzo – hỗ trợ kỹ sư (bài 5)
- Pablo Munguia – kỹ sư (bài 12)
- The Neptunes – nhạc cụ (bài 1 và 5), sản xuất (bài 1 và 5), sáng tác (bài 1 và 5)
- Esbjörn Öhrwall – guitar (bài 4)
- Jeanette Olsson – giọng nền (bài 4 và 8)
- Jeff Pescetto – giọng nền (bài 7)
- Tim Roberts – hỗ trợ kỹ sư (bài 1 và 5)
- Wade Robson – sản xuất (bài 12), sáng tác (bài 12)
- Nile Rodgers – guitar (bài 6)
- Jason Scheff – giọng nền (bài 7)
- Ryan Smith – hỗ trợ kỹ sư (bài 1)
- Britney Spears – lên ý tưởng, sáng tác (bài 3, 6, 8, 9 và 11), giọng hát (tất cả bài hát)
- Mark Suozzo – sắp xếp dàn dây (bài 6)
- Rich Tapper – hỗ trợ kỹ sư (bài 11)
- Jill Tengan – hỗ trợ kỹ sư (bài 3, 6 và 9)
- Chris Thompson – giọng nền (bài 7)
- Justin Timberlake – giọng nền (bài 12), sản xuất (bài 12), sáng tác (bài 12), sắp xếp giọng hát (bài 12)
- Michael Tucker – kỹ sư (bài 2), phối khí (bài 11)
- Rami Yacoub – kỹ sư (bài 2, 4, 8 và 10), phối khí (bài 2, 4, 8 và 10), sản xuất (bài 2, 4, 8 và 10), sáng tác (bài 2, 4, 8 và 10)
- Yasu – kỹ sư (bài 6)

## Xếp hạng
| Bảng xếp hạng (2001–2002)                | Vị trí cao nhất |
| ---------------------------------------- | --------------- |
| Album Argentina (CAPIF)                  | 5               |
| Album Úc (ARIA)                          | 4               |
| Album Áo (Ö3 Austria)                    | 1               |
| Album Bỉ (Ultratop Vlaanderen)           | 2               |
| Album Bỉ (Ultratop Wallonie)             | 3               |
| Album Brazil (Hits Rio de Janeiro)       | 6               |
| Album Brazil (Hits São Paulo)            | 3               |
| Album Canada (Billboard)                 | 1               |
| Album Cộng hòa Séc (ČNS IFPI)            | 25              |
| Album Đan Mạch (Hitlisten)               | 8               |
| Album Hà Lan (Album Top 100)             | 11              |
| Top 100 Album Châu Âu (Music & Media)    | 2               |
| Album Phần Lan (Suomen virallinen lista) | 19              |
| Album Pháp (SNEP)                        | 2               |
| Album Đức (Offizielle Top 100)           | 1               |
| Album Hy Lạp (IFPI)                      | 2               |
| Album Hungaria (MAHASZ)                  | 5               |
| Album Iceland (Tónlist)                  | 6               |
| Album Ireland (IRMA)                     | 3               |
| Album Israel (IFPI)                      | 1               |
| Album Ý (FIMI)                           | 10              |
| Album Nhật Bản (Oricon)                  | 4               |
| Album Malaysia (RIM)                     | 2               |
| Album New Zealand (RMNZ)                 | 17              |
| Album Na Uy (VG-lista)                   | 5               |
| Album Ba Lan (ZPAV)                      | 3               |
| Album Bồ Đào Nha (AFP)                   | 7               |
| Album Scotland (OCC)                     | 4               |
| Album Singapore (RIAS)                   | 8               |
| Album Nam Phi (RiSA)                     | 7               |
| Album Hàn Quốc Quốc tế (MIAK)            | 1               |
| Album Tây Ban Nha (PROMUSICAE)           | 3               |
| Album Thụy Điển (Sverigetopplistan)      | 6               |
| Album Thụy Sĩ (Schweizer Hitparade)      | 1               |
| Album Uruguay (CUD)                      | 4               |
| Album Anh Quốc (OCC)                     | 4               |
| Album Anh Quốc Independent (OCC)         | 1               |
| Album Hoa Kỳ Billboard 200               | 1               |

| Bảng xếp hạng (2002)                                | Vị trí cao nhất |
| --------------------------------------------------- | --------------- |
| Album Hàn Quốc Quốc tế (MIAK) Bản giới hạn đặc biệt | 3               |

| Bảng xếp hạng (2001)                                | Vị trí |
| --------------------------------------------------- | ------ |
| Album Úc (ARIA)                                     | 76     |
| Album Áo (Ö3 Austria)                               | 75     |
| Album Bỉ (Ultratop Flanders)                        | 97     |
| Album Bỉ (Ultratop Wallonia)                        | 85     |
| Album Canada (Nielsen SoundScan)                    | 29     |
| Top 100 Album Châu Âu (Music & Media)               | 90     |
| Album Pháp (SNEP)                                   | 51     |
| Album Đức (Offizielle Top 100)                      | 85     |
| Album Hàn Quốc Quốc tế (MIAK)                       | 8      |
| Album Thụy Điển (Sverigetopplistan)                 | 28     |
| Album Thụy Sĩ (Schweizer Hitparade)                 | 48     |
| Album Anh Quốc (OCC)                                | 105    |
| Hoa Kỳ Billboard 200                                | 118    |
| Toàn cầu (Billboard)                                | 5      |
| Bảng xếp hạng (2002)                                | Vị trí |
| Album Úc (ARIA)                                     | 34     |
| Album Áo (Ö3 Austria)                               | 21     |
| Album Bỉ (Ultratop Flanders)                        | 36     |
| Album Bỉ (Ultratop Wallonia)                        | 46     |
| Album Canada (Nielsen SoundScan)                    | 47     |
| Album Đan Mạch (Hitlisten)                          | 97     |
| Album Hà Lan (Album Top 100)                        | 89     |
| Top 100 Album Châu Âu (Music & Media)               | 22     |
| Album Pháp (SNEP)                                   | 46     |
| Album Đức (Offizielle Top 100)                      | 49     |
| Album Hàn Quốc Quốc tế (MIAK)                       | 7      |
| Album Hàn Quốc Quốc tế (MIAK) Bản giới hạn đặc biệt | 16     |
| Album Thụy Điển (Sverigetopplistan)                 | 80     |
| Album Thụy Sĩ (Schweizer Hitparade)                 | 49     |
| Album Anh Quốc (OCC)                                | 79     |
| Hoa Kỳ Billboard 200                                | 8      |

| Bảng xếp hạng (2000–2009) | Vị trí |
| ------------------------- | ------ |
| Hoa Kỳ Billboard 200      | 64     |

## Chứng nhận
| Quốc gia                                                                           | Chứng nhận  | Số đơn vị/doanh số chứng nhận |
| ---------------------------------------------------------------------------------- | ----------- | ----------------------------- |
| Argentina (CAPIF)                                                                  | Bạch kim    | 40.000^                       |
| Úc (ARIA)                                                                          | 2× Bạch kim | 140.000^                      |
| Áo (IFPI Áo)                                                                       | Bạch kim    | 40.000*                       |
| Bỉ (BEA)                                                                           | Bạch kim    | 50.000*                       |
| Brasil (Pro-Música Brasil)                                                         | Vàng        | 150,000                       |
| Canada (Music Canada)                                                              | 3× Bạch kim | 316,944                       |
| Đan Mạch (IFPI Đan Mạch)                                                           | Vàng        | 25.000^                       |
| Phần Lan (Musiikkituottajat)                                                       | Vàng        | 16,551                        |
| Pháp (SNEP)                                                                        | Bạch kim    | 300.000*                      |
| Đức (BVMI)                                                                         | Bạch kim    | 500.000^                      |
| Hungary (Mahasz)                                                                   | Vàng        | 10.000^                       |
| Nhật Bản (RIAJ)                                                                    | Bạch kim    | 200.000^                      |
| México (AMPROFON)                                                                  | Bạch kim    | 250,000                       |
| Hà Lan (NVPI)                                                                      | Vàng        | 40.000^                       |
| New Zealand (RMNZ)                                                                 | Vàng        | 7.500^                        |
| Philippines (PARI)                                                                 | Bạch kim    | 40.000                        |
| Nam Phi (RISA)                                                                     | Bạch kim    | 50.000*                       |
| Hàn Quốc (KMCA)                                                                    | —           | 274,993                       |
| Tây Ban Nha (PROMUSICAE)                                                           | Bạch kim    | 250,000                       |
| Thụy Điển (GLF)                                                                    | Vàng        | 40.000^                       |
| Thụy Sĩ (IFPI)                                                                     | 2× Bạch kim | 80.000^                       |
| Anh Quốc (BPI)                                                                     | Bạch kim    | 477,000                       |
| Hoa Kỳ (RIAA)                                                                      | 4× Bạch kim | 4,988,000                     |
| Tổng hợp                                                                           |             |                               |
| Châu Âu (IFPI)                                                                     | 2× Bạch kim | 2.000.000*                    |
| Toàn cầu                                                                           | —           | 10,000,000                    |
| * Chứng nhận dựa theo doanh số tiêu thụ. ^ Chứng nhận dựa theo doanh số nhập hàng. |             |                               |

## Lịch sử phát hành
| Quốc gia       | Ngày              | Phiên bản         | Định dạng                                 | Hãng đĩa | Ct      |
| -------------- | ----------------- | ----------------- | ----------------------------------------- | -------- | ------- |
| Nhật Bản       | 31 tháng 10, 2001 | Tiêu chuẩn        | CD                                        | BMG      | [ 188 ] |
| Úc             | 5 tháng 11, 2001  | Tiêu chuẩn        | CD                                        | BMG      | [ 189 ] |
| Đức            | 5 tháng 11, 2001  | Tiêu chuẩn        | CD                                        | BMG      | [ 190 ] |
| Vương quốc Anh | 5 tháng 11, 2001  | Tiêu chuẩn        | CD                                        | Jive     | [ 191 ] |
| Hoa Kỳ         | 6 tháng 11, 2001  | Tiêu chuẩn        | Cassette CD                               | Jive     | [ 192 ] |
| Đức            | 3 tháng 6, 2002   | Giới hạn đặc biệt | CD+DVD                                    | BMG      | [ 193 ] |
| Nhật Bản       | 5 tháng 6, 2002   | Giới hạn đặc biệt | CD+DVD                                    | BMG      | [ 194 ] |
| Úc             | 10 tháng 6, 2002  | Giới hạn đặc biệt | CD+DVD                                    | BMG      | [ 92 ]  |
| Đức            | 30 tháng 6, 2003  | Cao cấp           | CD                                        | BMG      | [ 78 ]  |
| Pháp           | 14 tháng 10, 2003 | Cao cấp           | CD                                        | Jive     | [ 195 ] |
| Hoa Kỳ         | 25 tháng 12, 2007 | Cao cấp           | Tải nhạc số                               | Jive     | [ 196 ] |
| Hoa Kỳ         | 24 tháng 5, 2019  | Tiêu chuẩn        | Đĩa than (Độc quyền tại Urban Outfitters) | Legacy   | [ 197 ] |
| Hoa Kỳ         | 14 tháng 8, 2020  | Tiêu chuẩn        | Cassette (Độc quyền tại Urban Outfitters) | Legacy   | [ 198 ] |
| Úc             | 31 tháng 3, 2023  | Tiêu chuẩn        | Đĩa than (Màu Opaque Yellow)              | Sony     | [ 199 ] |
| Đức            | 31 tháng 3, 2023  | Tiêu chuẩn        | Đĩa than (Màu Opaque Yellow)              | Sony     | [ 200 ] |
| Mexico         | 31 tháng 3, 2023  | Tiêu chuẩn        | Đĩa than (Màu Opaque Yellow)              | Sony     | [ 201 ] |
| Ba Lan         | 31 tháng 3, 2023  | Tiêu chuẩn        | Đĩa than (Màu Opaque Yellow)              | Sony     | [ 202 ] |
| Vương quốc Anh | 31 tháng 3, 2023  | Tiêu chuẩn        | Đĩa than (Màu Opaque Yellow)              | Sony     | [ 203 ] |
| Hoa Kỳ         | 31 tháng 3, 2023  | Tiêu chuẩn        | Đĩa than (Màu đen)                        | Legacy   | [ 204 ] |